# Saint-Mihiel
Saint-Mihiel é uma comuna no departamento da Mosa, no Grande Leste da França. 

## Geografia
Saint-Mihiel fica às margens do rio Mosa, no Grande Leste da França. 

## História
Uma abadia beneditina foi estabelecida em 709 pelo Conde Wulfoalde e sua esposa Adalsinde. A biblioteca, contendo mais de 9 000 obras, ainda está no local original. 
Durante a Primeira Guerra Mundial, Saint-Mihiel foi capturada pelos alemães em 1914, e recapturada durante a Batalha de Saint-Mihiel, ocorrida de 12 de setembro a 19 de setembro de 1918.

## Características
- Saint-Mihiel é conhecida por suas esculturas do escultor renascentista Ligier Richier (1500-1567).
- Saint-Mihiel serve tanto como ponto inicial como final do vídeo game 2014 Valiant Hearts: The Great War.